# Будинок Є. Г. Новікова
Будинок Є. Г. Новікова — пам'ятка архітектури федерального значення (Указ Президента Російської Федерації № 176 від 20.02.1995), яка розташована за адресою: м. Іжевськ, вулиця Горького, 69. Зараз в будівлі розташовується Управління освіти Адміністрації Іжевська.

## Опис будівлі
Двоповерхова Г-подібна кам'яна будівля із заокругленим фасадом, що виходить на вулиці М. Горького і Леніна, перекрита високим двосхилим дахом. Обидва крила будівлі прорізані регулярними рядами вікон. Поздовжня розшивка першого поверху та поверхові карнизи створено в дусі російської класичної архітектури. Первісне архітектурне планування не збереглося.

## Історія

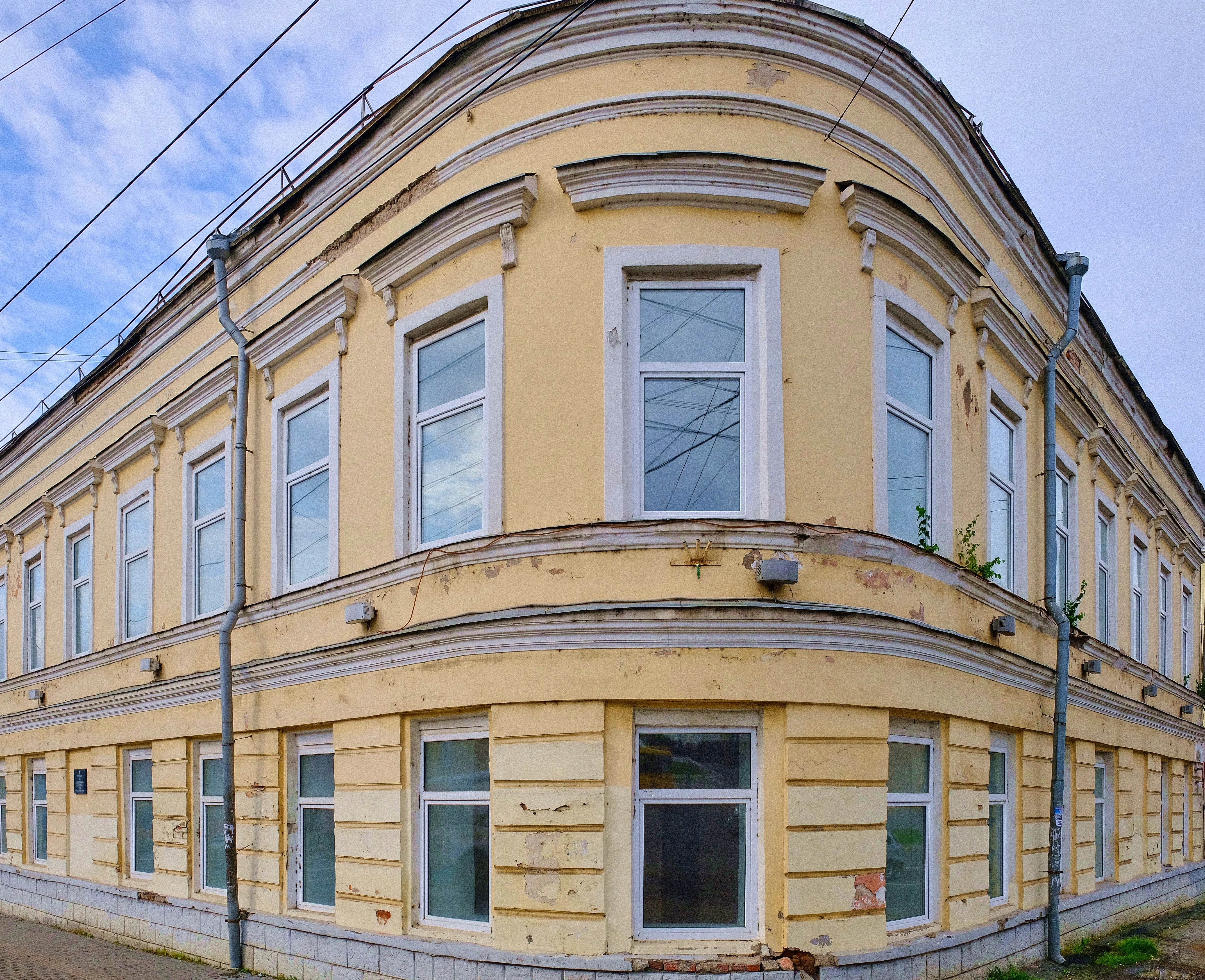
Будинок Новікова в 2019 році

Будинок належав купцеві Єгору Новікову, точна дата спорудження будівлі невідома (орієнтовно 1820—1823 роки), але відомо, що місце для будинку було визначено генпланом Дудіна С. О. (який, за припущенням Є. Ф. Шумилова, є автором проекту будівлі).
У 1871 році спадкоємці Новікова продали будинок приватній особі. Пізніше особняк був куплений Іжевським Нагорним волосним правлінням, яке розміщувалося в ньому до революції 1917 року. З 1920 року в колишній будівлі волосного правління знаходилися відділення НК (рос. ЧК — Всероссийская чрезвычайная комиссия по борьбе с контрреволюцией и саботажем) і перша друкарня. У 1930-ті роки тут функціонував краєзнавчий музей.
Наприкінці 1930-тих років у даній будівлі розміщувався виконавчий комітет Іжевської міської Ради. У 1960-ті роки із заходного боку до будівлі були добудовані склад і гараж.
На даний час тут розміщується Управління освіти Адміністрації міста Іжевська.